# Línia de scrimmage

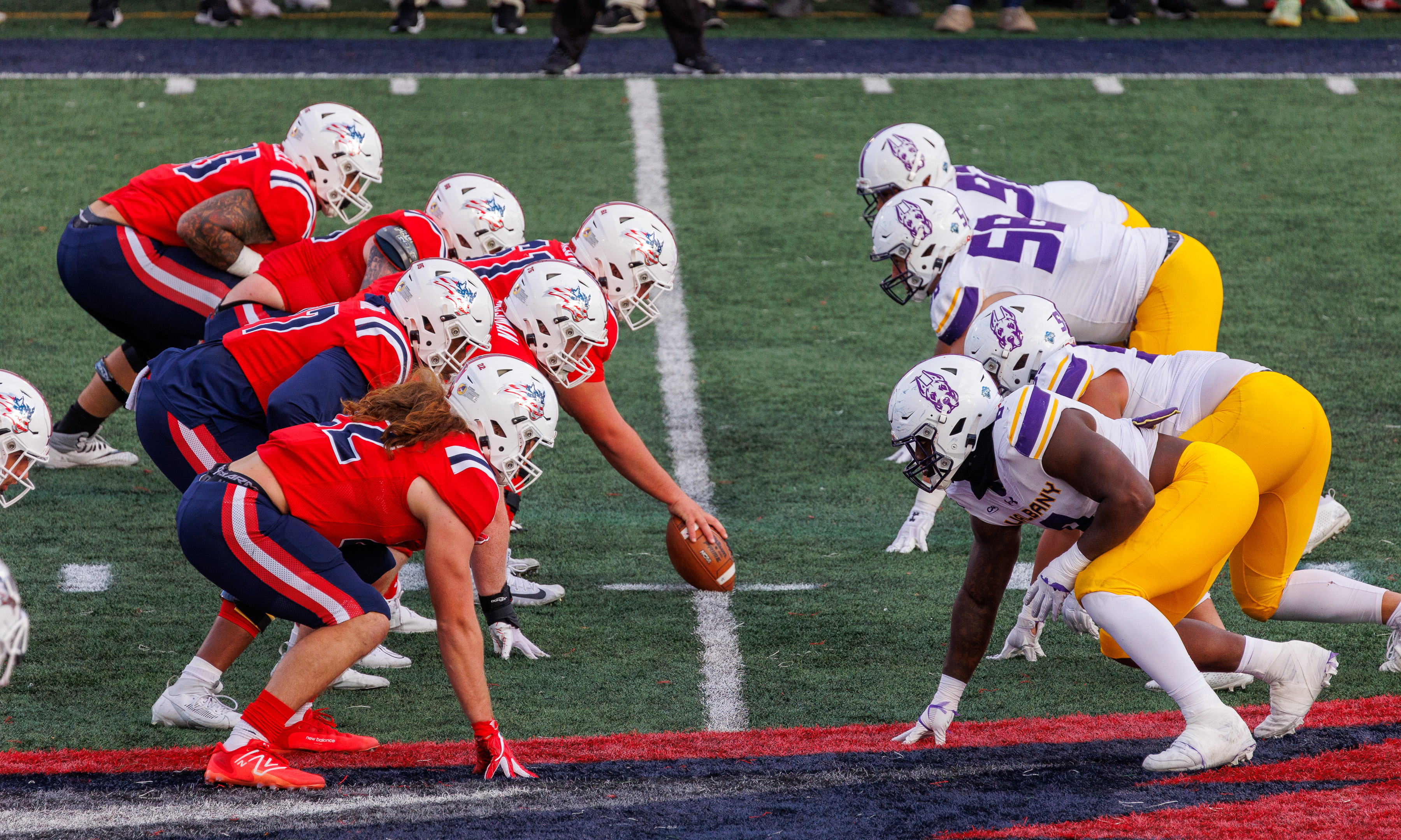
La separació entre els dos equips està marcada per les dues línies de scrimmage i la zona neutral.

La línia de scrimmage (en anglès scrimmage line o line of scrimmage) és una línia imaginària, paral·lela a les línies de gol, que indica on s'ha de situar la pilota per fer l'esnap i marca el límit ofensiu d'un equip de futbol americà. També marcarà per l'equip ofensiu el límit on podrà fer passades cap endavant durant la jugada, ja que més enllà d'aquest punt les passades han de ser laterals o cap enrere.
La seva ubicació la dictamina l'àrbitre, tenint en compte on ha acabat la jugada anterior.
Segons les regles de la NFL i la NCAA, la línia de scrimmage és doble, és a dir, hi ha una per cada equip, separades per una zona neutral de 28 centímetres (llargada de la pilota). L'únic jugador que pot estar parcialment dins d'aquesta zona és el que farà l'esnap.
Hi han dos infraccions principals relacionades amb la línia de scrimmage:
- el fora de joc que es produeix quan un (o més) defensor travessa la línia de scrimmage abans que es produeixi l'esnap;
- i la sortida falsa que es produeix quan el que travessa la línia és un atacant.[4]

Totes dues infraccions estàn castigades amb 5 iardes de reculada.
La línia de scrimmage també cumpleix una altra funció: determina la formació de l'equip atacant, per què reglamentàriament han d'haver un mínim de set jugadors alineats en ella abans de fer l'esnap.